# Dactyloplusia
Dactyloplusia là một chi bướm đêm thuộc họ Noctuidae.

## Loài
- Dactyloplusia impulsa Walker, 1865